# این قافله عمر
این قافله عمر یک مجموعه تلویزیونی محصول سال ۱۳۸۰ به کارگردانی و تهیه‌کنندگی مهدی علی‌احمدی، می‌باشداین مجموعه در ۲۸ قسمت تهیه شد. نیلوفر سراجی دستیار کارگردان و گرافیست، دکتر اسماعیل آذر و دکتر سیما فردوسی  مجری.

## بازیگران
- داریوش مؤدبیان
- حسین محب‌اهری
- فریده سپاه‌منصور
- عزت‌الله رمضانی‌فر
- مجید افشار
- مرتضی ضرابی
- جعفر بزرگی
- حسن رضیانی
- فرهاد پورگرجانی
- محمدحسن ذکائی
- علی خوشبخت
- فرحناز منافی ظاهر
- قباد شاپوری
- حسین نادری
- مینو مجد